# De Beringse Tuimelaars
De Beringse Tuimelaars (DBT) is een Belgische zwemvereniging uit Beringen, sinds 2014 gevestigd in het Beringse bad van Sportoase.
De club heeft sinds zijn oprichting in 1986 al een aantal succesvolle zwemmers voortgebracht, waaronder Basten Caerts en Pieter Timmers, beiden geselecteerd voor de Olympische Zomerspelen 2016. Met Basten Caerts leverde de zwemclub de Belgische recordhouder schoolslag op de 50 (28,13 seconden, 2016) en 200 meter (2.12,57 minuten, 2016). Beide records werden gehaald in Antwerpen.